# Auto-immuun hemolytische anemie
Auto-immuun hemolytische anemie (AIHA) is een hemolytische anemie veroorzaakt door het eigen immuunsysteem (auto-immuun).
Bij AIHA worden de rode bloedcellen overmatig snel afgebroken (sneller dan het beenmerg de bloedcellen kan produceren, waardoor bloedarmoede ontstaat), onder invloed van antistoffen die actief zijn bij de lichaamstemperatuur of lagere temperaturen. Men maakt het volgende onderscheid:
Warme-antistoffenrode bloedcellen worden afgebroken in de milt bij lichaamstemperatuur onder invloed van immunoglobuline G, vaak is hierbij sprake van splenomegalie.
Koude-antistoffenrode bloedcellen worden afgebroken in de aderen bij temperaturen lager dan de lichaamstemperatuur (vaak tot ongeveer 30°C) onder invloed van immunoglobuline M of soms immunoglobuline A.

## Diagnose
AIHA kan worden aangetoond middels een antiglobulinetest. Vaak worden naast een volledig bloedbeeld bepalingen als LDH, haptoglobine en bilirubine gebruikt om de mate van hemolyse in kaart te brengen.
Bij AIHA is het raadzaam om te onderzoeken of er sprake is van een auto-immuunziekte zoals systemische lupus erythematodes of een maligniteit, zoals een lymfoom (voornamelijk bij koude-antistoffen).
Soms kan geen duidelijke oorzaak worden gevonden (de aandoening wordt dan geduid als idiopathisch).

## Behandeling
Behandeling van AIHA gaat altijd uit van het behandelen van de oorzaak.
Wanneer klachten en de mate van hemolyse gering zijn, kan een bloedtransfusie of een behandeling met corticosteroïden tijdelijk uitkomst bieden.
Wanneer sprake is van warme-antistoffen en de oorzaak niet goed te verhelpen is, is een splenectomie soms een goede methode om de overmatige afbraak van rode bloedcellen definitief te stoppen. Dit is echter een tweedelijnsbehandeling en dient zo lang mogelijk voorkomen te worden.

## Prognose
De prognose van AIHA is afhankelijk van de oorzaak en een eventuele behandeling van deze oorzaak.
Gevallen waarbij de patiënt overlijdt als gevolg van de overmatige hemolyse zijn bijzonder zeldzaam.